# Google Code
Google Code — сервис для разработчиков программного обеспечения. В первую очередь предназначен для продуктов, связанных с продуктами компании Google, однако сайт предоставляет сервис и для сторонних разработок. Один из основных сервисов — система контроля версий. Все проекты, выкладываемые на Google Code, являются open source, с одной из 9 возможных лицензий: Apache, Artistic, BSD, GPLv2, GPLv3, LGPL, MIT, MPL и EPL. Был закрыт в 2015—2016 годах для использования, оставлена только возможность скачивать старые проекты.

## Возможности Google Code
- Система управления версиями (вкладка source). Доступные системы контроля версий — Subversion, Git и Mercurial. В системе управления версиями есть репозиторий для хранения исходного кода, и можно посмотреть любую версию исходного кода. Также можно просмотреть разницу (diff) между двумя последовательными версиями.
- Обзоры кода (code review). Комментирование чужого кода, указывая недостатки прямо к участкам кода.
- Страницы с описанием проекта (вкладка wiki). Создаются с помощью вики-подобной разметки.
- Файлы для загрузки (вкладка downloads). Например, бинарные файлы для конечного пользователя.
- Система баг-трекинга (вкладка issues). Если в программе была найдена ошибка, то её можно там зарегистрировать с описанием, менеджер проекта может назначить её исправление определенному разработчику, а тот исправить.
- Управление доступом (вкладка administer). Кто может делать commit, а кто управлять пользователями. Есть возможность уведомления по e-mail или через запрос HTTP POST.

## API
Google предлагает широкий спектр интерфейсов прикладного программирования, чаще всего базирующихся вокруг актуальных продуктов Google, таких как AdSense, Google Checkout и Google Toolbar.

### SOAP-основанные API
API AdSense и AdWords, основанные на протоколе обмена сообщениями Simple Object Access Protocol, позволяют разработчикам интегрировать собственные приложения с данными сервисами Google. AdSense API позволяет владельцам веб-сайтов и блогов управлять учетной записью AdSense, пользовательским содержанием и просматривать отчеты об эффективности рекламы и прибыли. AdWords API открывает пользователям AdWords программный доступ к их аккаунтам.

### API данных Google
API данных Google позволяют разработчикам создавать приложения, работающие с данными сервисов Google. На данный момент к ним относятся API для Google Apps, Blogger, Google Base, Google Book Search, Google Calendar, Google Code Search, Google Spreadsheets, Google Notebook, и Picasa.

## Проекты Open source
Свободные проекты и патчи к свободным проектам, которые разработаны внутри компании Google.

### Gears
Gears — это открытое программное обеспечение, позволяющее создавать веб-приложения, работающие без доступа к Интернету. Google Gears сохраняет данные на локальном компьютере в реляционной БД (SQLite), которые потом используются веб-приложением, а также может периодически производить синхронизацию с онлайн-сервисами.

### Google Web Toolkit
Google Web Toolkit (GWT) — свободный Java фреймворк, который позволяет веб‐разработчикам создавать Ajax приложения на основе Java. Выпускается под лицензией Apache версии 2.0.
GWT делает акцент на повторное использование и кросс‐браузерную совместимость.

## Summer of Code
Google Summer of Code — это менторская программа по поиску студентов для участия в Open Source проектах. В 2007 году программа получила около 6 200 приложений.

## Размещение (хостинг) проектов
Google Code запустил сервис хостинга проектов, в рамках которого предоставляет свободным проектам систему управления версиями (Subversion, Git или Mercurial), а также систему отслеживания ошибок, вики-систему для документации и файловый архив (с ограничением в 100 Мб на размер одного файла). Сервис доступен и бесплатен для использования.

### Закрытие хостинга файлов
20 мая 2013 года Google объявил в своём блоге, что закрывает хостинг файлов, поскольку некоторые пользователи злоупотребляли этой возможностью. Однако для старых проектов всё останется по-прежнему до 14 января 2014 года. Вместо загрузок на странице проекта Google предлагает использовать свой облачный сервис Google Drive.

### Запрет создания новых проектов
Всем владельцам проектов на Google Code пришло соответствующее письмо.
Начиная с сегодняшнего дня, мы прекращаем возможность создания новых проектов на Google Code. Сервис будет закрыт примерно через 10 месяцев к 25 января 2016 года. Ниже перечислены ссылки на инструменты миграции, спроектированные для того, чтобы помочь вам перенести ваши проекты. 
Сроки:
12 марта 2015 — Создание новых проектов отключено.
24 августа 2015 — Переход в режим «только для чтения».
25 января 2016 — Закрытие сервиса. Будет доступно скачивание архива проекта включая исходный код, багтрекер и вики. Архив будет доступен до конца 2016 года.